# 히코사카 나오토
히코사카 나오토(일본어: 彦坂直人, 1962년 3월 17일 아이치현 나고야시 ~ )는 일본의 바둑 기사로 일본기원 중부총본부 소속이다.

## 생애 및 바둑 입문
- 1974년 바바 시게루(馬場滋) 9단의 문하생으로 바둑 입문
- 1976년 입단(入段) 및 초단(初段)
- 1977년 2단(二段) 승단
- 1978년 3단(三段) 승단
- 1979년 4단(四段) 승단
- 1981년 5단(五段) 승단
- 1983년 6단(六段) 승단
- 1985년 7단(七段) 승단
- 1989년 8단(八段) 승단
- 1992년 9단(九段) 승단

## 수상
- 1983년 제8기 일본 기성전 5단전 우승
- 1985년 제10기 일본 기성전 6단전 우승
- 1998년 제36기 일본 십단전 우승(대 가토 마사오(加藤正夫) 9단 3-2), 제11회 후지쯔배 세계바둑선수권대회 4위